# Satowan
Satowan – miasto w Mikronezji, w stanie Chuuk. Według danych szacunkowych na rok 2008 liczy 1142 mieszkańców